# Asier García Fuentes
Asier García Fuentes (Bilbao, España, 27 de octubre de 1966) más conocido como Asier, es un exfutbolista español que se desempeñaba como defensa central.

## Trayectoria
Se inició como futbolista en las filas del Loiola, SD Lemona y el Sestao Sport Club, de donde dio el salto al Real Madrid Castilla. El 22 de noviembre de 1991 llegó cedido al Athletic Club procedente del Real Madrid Castilla. Debutó en Primera División, el 24 de noviembre de 1991, en una victoria (1-0) ante el Real Zaragoza. En mayo de 1992, el club vasco pagó unos 50 millones de pesetas por el central que se había hecho con la titularidad desde el primer momento. Sin embargo, Jupp Heynckes no contó con el joven central desde su llegada, por lo que se marchó al CA Osasuna como agente libre en 1994. En el club navarro pasó tres temporadas y marcó nueve goles en Segunda División. Se retiró en la SD Eibar en 1998.
Bajo el mandato de Josu Urrutia, se incorporó a la Fundación del Athletic Club.

## Clubes
| Club                       | País   | Año       |
| -------------------------- | ------ | --------- |
| S. D. Lemona               | España | 1987-1989 |
| Sestao S. C.               | España | 1989-1990 |
| Real Madrid Castilla C. F. | España | 1990-1991 |
| Athletic Club              | España | 1991-1994 |
| C. A. Osasuna              | España | 1994-1997 |
| S. D. Eibar                | España | 1997-1998 |